# Pagani (by)
 For alternative betydninger, se Pagani. (Se også artikler, som begynder med Pagani)
Pagani er en by i Campania, Italien med 34.044 (2023) indbyggere.